# Gänget (film, 1953)
Gänget (italienska: I vitelloni) är en italiensk-fransk dramakomedi från 1953 i regi av Federico Fellini.

## Roller (urval)
- Franco Interlenghi – Moraldo
- Alberto Sordi – Alberto
- Franco Fabrizi – Fausto
- Leopoldo Trieste – Leopoldo
- Riccardo Fellini – Riccardo
- Jean Brochard – Faustos far
- Leonora Ruffo – Moraldos syster
- Claude Farell – Albertos syster
- Carlo Romano – signor Curti
- Lída Baarová – signora Curti
- Enrico Viarisio – Moraldos far
- Paola Borboni – Moraldos mor
- Vira Silenti – Gisella
- Achille Majeroni – Sergio Natali